# Jüdischer Friedhof (Ennery)

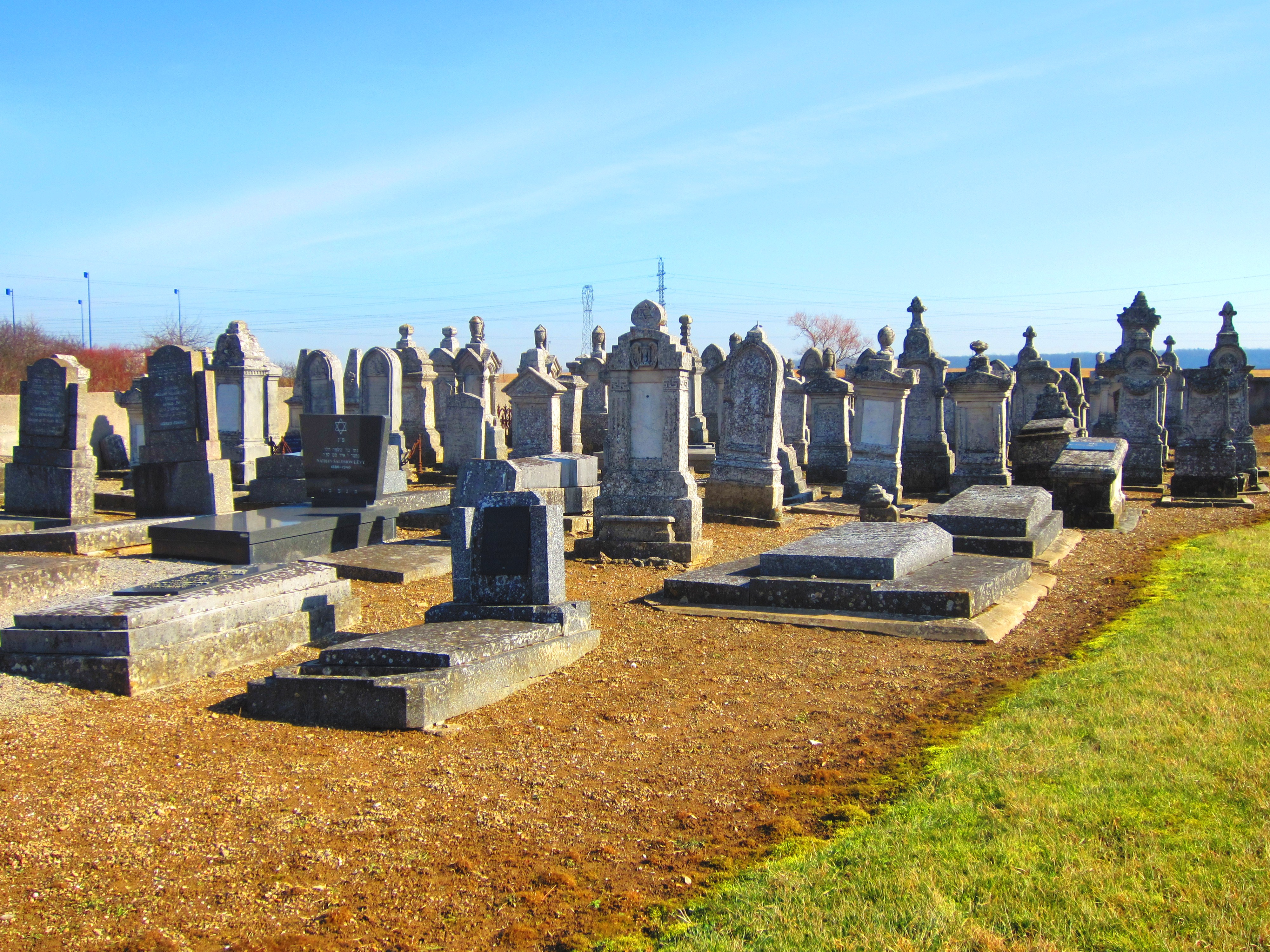
Jüdischer Friedhof in Ennery

Der Jüdische Friedhof in Ennery, einer französischen Gemeinde im Département Moselle in der historischen Region Lothringen, wurde im 18. Jahrhundert angelegt. Der jüdische Friedhof befindet sich am Ausgang des Ortes in Richtung Flévy.
Auf dem  Friedhof wurden auch die Toten der jüdischen Familien der umliegenden Orte bestattet. Auf dem Friedhof sind noch zahlreiche Grabsteine (Mazevot) erhalten.